# Manhattan Municipal Building
Il David N. Dinkins Municipal Building, noto come Manhattan Municipal Building, è un edificio di 40 piani, alto 180 m, situato a Manhattan, New York. La struttura fu costruita per soddisfare le crescenti richieste di spazio governativo dopo il consolidamento del 1898 dei cinque distretti della città, con la costruzione che iniziò nel 1907 e continuò fino al 1914.
La costruzione del Manhattan Municipal Building segnò la fine del movimento City Beautiful a New York. William M. Kendall del noto studio di architettura McKim, Mead & White progettò l'edificio, che fu il primo a incorporare una stazione della metropolitana — la stazione di Chambers Street — nel suo ingresso.
L'edificio comunale è uno dei più grandi edifici governativi del mondo. Attualmente, l'edificio municipale ospita oltre 2.000 dipendenti di una dozzina di agenzie municipali in quasi 1 milione di piedi quadrati di uffici.

## Storia
Nel rapporto annuale della città di New York del 1884, il sindaco Franklin Edson dichiarò che era necessario molto più spazio per le funzioni governative. Ma ha anche notato che il Municipio non era espandibile perché il suo "stile di architettura era tale che senza rovinare la sua attuale simmetria, non poteva essere ampliato nella misura necessaria".
Le agenzie della città hanno affittato spazi in vari edifici sparsi da Lower Manhattan a Midtown Manhattan, con il numero di tali accordi che aumentano di anno in anno. Il governo, desideroso di ridurre l'ammontare degli affitti pagati ai proprietari privati, organizzò numerosi concorsi di progettazione per un nuovo, imponente edificio che sarebbe stato adatto a ospitare molte agenzie sotto lo stesso tetto. Il sindaco Abram Hewitt nominò una commissione per studiare piani e appezzamenti di terreno adeguati nel 1888 e quattro gare d'appalto si svolsero tra quell'anno e il 1907. La gara finale fu indetta dalla Commission of Bridges, che aveva già ottenuto un nuovo appezzamento di terra per essere usato per un nuovo capolinea dei tram sul lato di Manhattan del ponte di Brooklyn. Dodici studi di architettura hanno partecipato all'ultimo concorso e l'iscrizione vincente è stata ricevuta da William Mitchell Kendall, un giovane partner di McKim, Mead & White, che era stato invitato a partecipare al concorso dal sindaco George B. McClellan Jr. McKim, Mead & White era all'epoca il più grande studio di architettura del mondo, con uno staff di oltre 100 persone. Nonostante la loro posizione nella comunità architettonica, l'edificio municipale di Manhattan sarebbe stato il loro primo grattacielo.
L'edificio fu occupato per la prima volta nel gennaio del 1913 e la maggior parte degli uffici dell'edificio fu aperta al pubblico entro il 1916.

## Arte e architettura

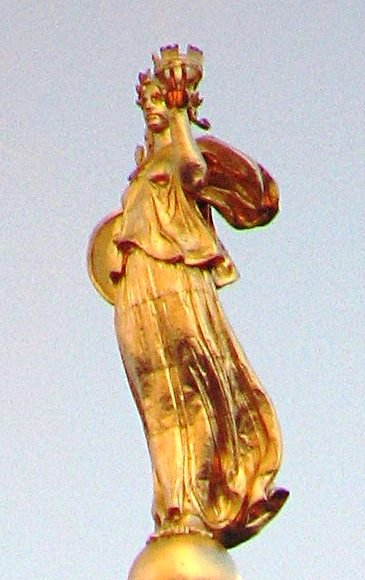
La statua dorata di Civic Fame in alto.

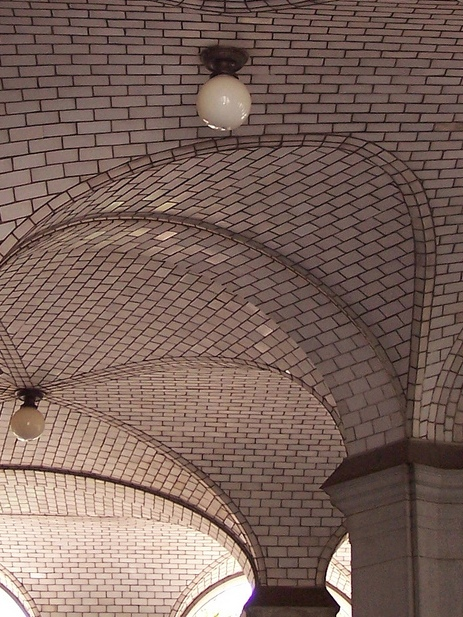
Piastrelle Guastavino sull'arcata sud.

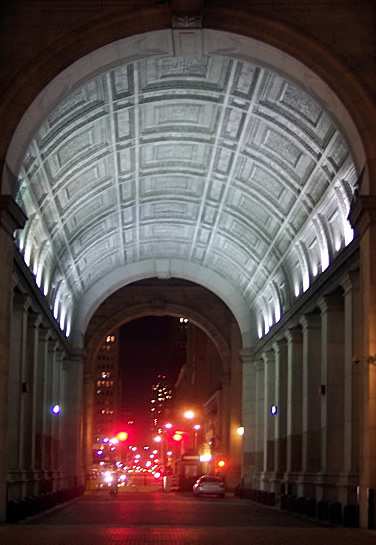
L'arcata centrale, di stile romano.

L'arcata centrale è abbastanza grande da consentire al traffico automobilistico di attraversarlo. Tuttavia, nei tempi moderni, Chambers Street è stata accorciata e non continua più ad est attraverso l'arco. Uno schermo di colonne corinzie fiancheggia l'arco.
La volta in terracotta è stata modellata dall'ingresso di Palazzo Farnese a Roma, e il portico sud ha un soffitto di piastrelle bianche Guastavino.

## Nella cultura di massa

### Film
- Il Manhattan Municipal Building appare in una scena chiave del film del 1996 Un giorno... per caso, in cui Jack Taylor (George Clooney) vede Manny Feldstein (Joe Grifasi) e lo insegue sul tetto.[6]
- Nel film Ghostbusters, il team di Ghostbusters, dopo essere stato rilasciato per affrontare la minaccia, parte dall'edificio municipale con la polizia e la guardia nazionale mentre Bill Murray recita la battuta: "Dai, accendiamo un po' di luci rosse!"
- Nel film Mr. Crocodile Dundee, i rapinatori all'interno dell'entrata dell'edificio municipale alla stazione tirano un coltello sul protagonista (Paul Hogan) e la sua ragazza Sue (Linda Kozlowski).[6]
- Nel film Léon, l'antagonista Stansfield, interpretato dall'attore Gary Oldman, lavora per la DEA presso l'edificio, nell'ufficio 1402.[7]

### Musica
- Nel video musicale del singolo Not Afraid, di Eminem, si vede il rapper in piedi sul tetto dell'edificio.[8]

## Galleria d'immagini

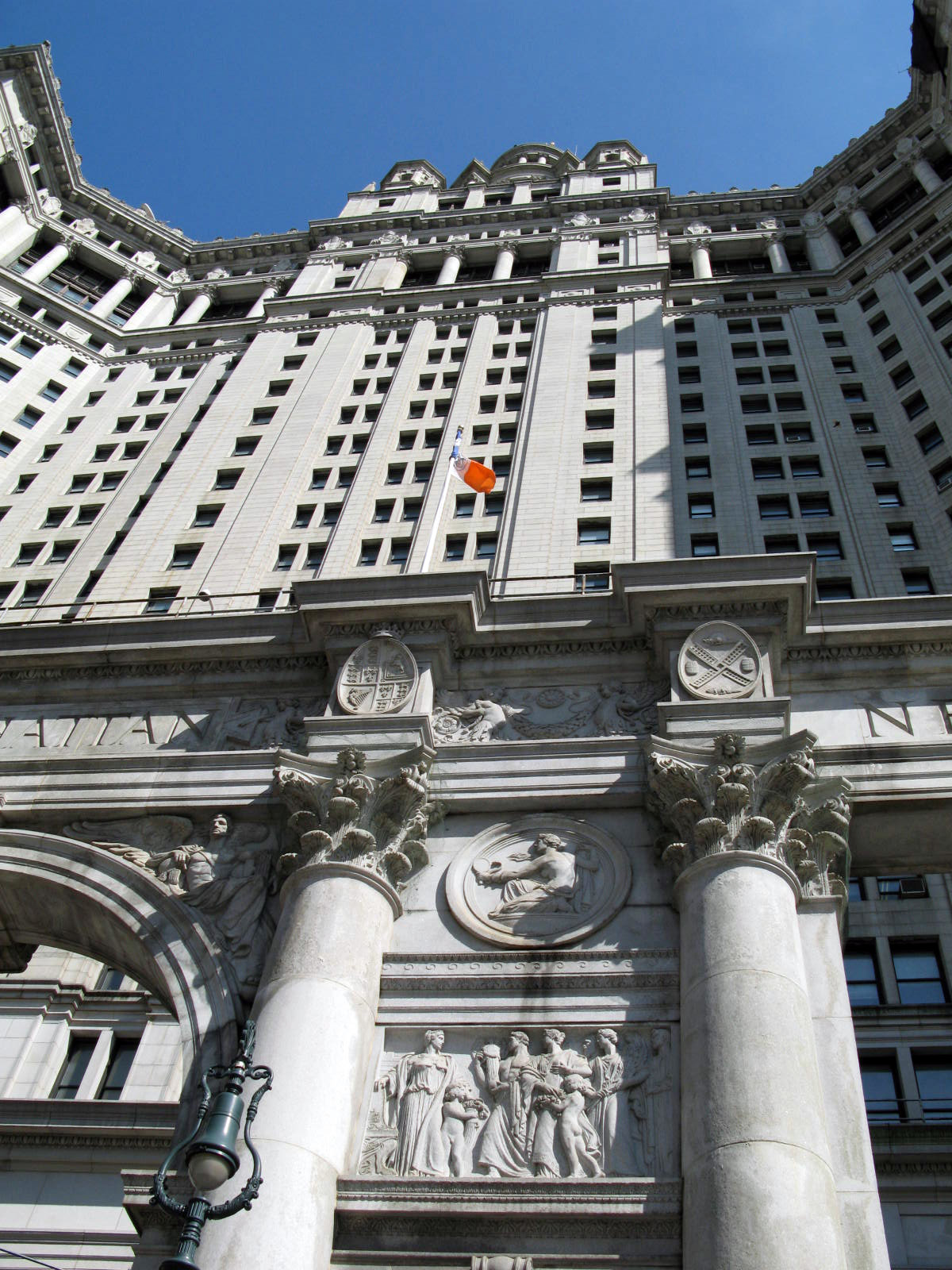
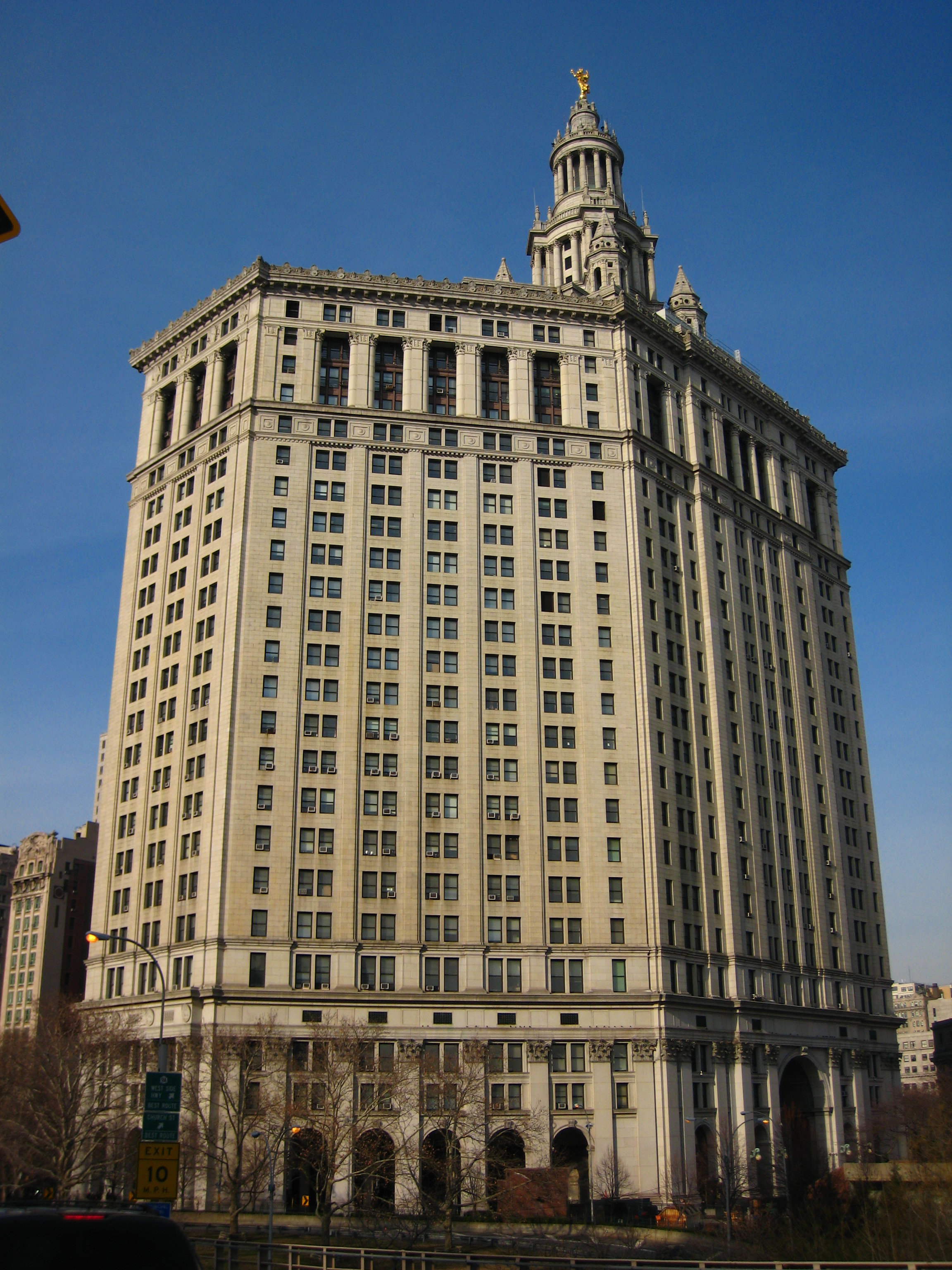
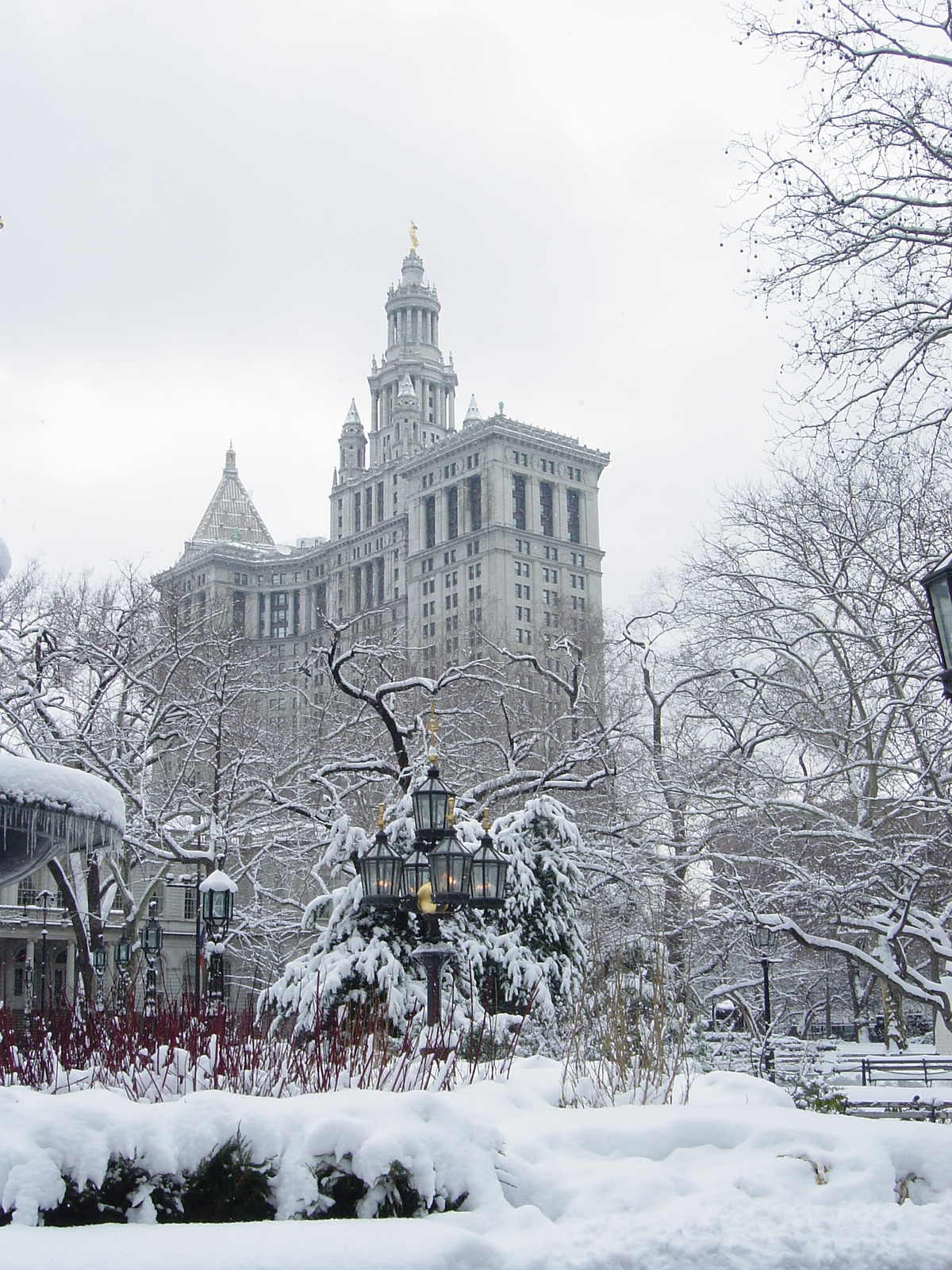
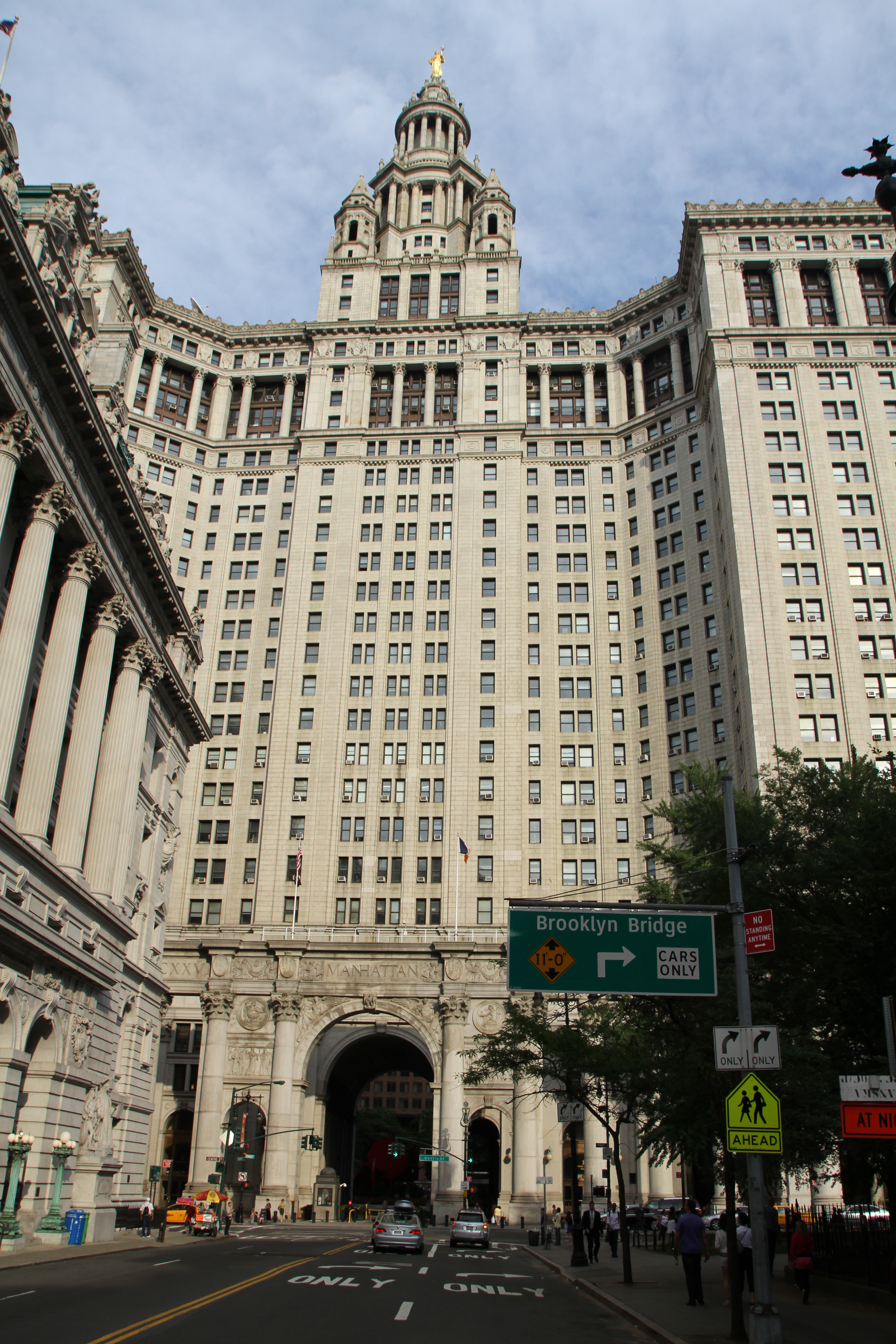